# Делоне, Николай Борисович (младший)
Никола́й Бори́сович Делоне́ (22 мая 1926 — 11 сентября 2008) — советский физик. Внук Н. Б. Делоне (старшего), сын Б. Н. Делоне, отец В. Н. Делоне.
Доктор физико-математических наук. Работал в Институте общей физики АН СССР и Физическом институте АН СССР, преподавал в Московском физико-техническом институте. Основные работы в области атомной физики, физики лазеров, оптики. Делоне, в частности, известен открытием и исследованием процесса многофотонной ионизации атомов. Автор более 150 научных работ.
В московском лицее «Вторая школа» с 2001 года преподавал физику, а также в течение многих лет вёл открытый семинар по лазерной физике и нелинейной оптике.
На своих семинарах Николай Борисович рассказывал историю развития квантовой физики, начиная со времён зарождения как совокупности «белых пятен» классической физики и заканчивая новейшими открытиями, включая многофотонные процессы, о которых речь шла из первых уст.
Умер в 2008 году. Похоронен на Хованском кладбище.

## Труды
- Атом в сильном световом поле. — М.: Энергоатомиздат, 1984. — 224 с. (Совместно с Крайновым В. П.)
- Взаимодействие лазерного излучения с веществом: Курс лекций. — М.: Наука, 1989. — 277 с.
- Нелинейная ионизация атомов лазерным излучением. — М.: Физматлит, 2001. — 311 с. (Совместно с Крайновым В. П.)
- Атом в сильном поле лазерного излучения. — М.: Физматлит, 2002. — 62 с. (Серия «Библиотека физико-математической литературы для школьников и студентов»; совместно с Крайновым В. П.)
- Нелинейная оптика. — М.: Физматлит, 2003. — 62 с. (Серия «Библиотека физико-математической литературы для школьников и студентов»)
- Квантовая физика. — М.: Физматлит, 2004. — 86 с. (Серия «Библиотека физико-математической литературы для школьников и студентов»)
- Что такое свет? — М.: Физматлит, 2006. — 54 с. (Серия «Библиотека физико-математической литературы для школьников и студентов»)
- Квантовая природа вещества. — М.: Физматлит, 2008. — 208 с. (Серия «Библиотека физико-математической литературы для школьников и студентов»)